# Crocallis prosapiaria
Crocallis prosapiaria är en fjärilsart som beskrevs av Robson och Gardner 1886/87. Crocallis prosapiaria ingår i släktet Crocallis och familjen mätare. Inga underarter finns listade i Catalogue of Life.